# Ransta
Ransta is een plaats in de gemeente Sala in het landschap Västmanland en de provincie Västmanlands län in Zweden. De plaats heeft 879 inwoners (2005) en een oppervlakte van 108 hectare. De plaats ligt ongeveer 15 kilometer ten zuiden van de stad Sala. In de plaats zijn een winkel en een pizzeria te vinden.

## Verkeer en vervoer
Bij de plaats loopt de Riksväg 56.
De plaats heeft een station aan de spoorlijn Oxelösund - Sala.